# 香川県道278号綾歌綾川線
香川県道278号綾歌綾川線（かがわけんどう278ごう あやうたあやがわせん）は、香川県丸亀市から綾歌郡綾川町に至る一般県道である。

## 概要

### 路線データ
- 起点：香川県丸亀市綾歌町岡田下（綾歌町岡田下交差点、国道438号交点）
- 起点：香川県綾歌郡綾川町（香川県道17号府中造田線交点）
- 総延長：12.055 km

## 歴史
- 1995年（平成7年） - 綾歌綾上綾南線（あやうたあやかみりょうなんせん）として指定。
- 2006年（平成18年）3月21日 - 綾上町・綾南町廃止、綾川町発足に伴い、名称を綾歌綾川線に変更。

## 路線状況

### 名称・愛称
- さぬき新道

中讃大規模農道 - 開発当初の事業名

### 重複区間
- 国道377号（綾歌郡綾川町羽床下 - 綾歌郡綾川町羽床上）

## 地理

### 通過する自治体
- 丸亀市
- 綾歌郡綾川町

### 交差する道路
| 交差する道路            | 市町村名 | 市町村名 | 交差する場所 | 交差する場所            |
| ----------------------- | -------- | -------- | ------------ | ----------------------- |
| 国道438号               | 丸亀市   | 丸亀市   | 綾歌町岡田下 | 岡田天神交差点 / 起点   |
| 国道377号 重複区間起点  | 綾歌郡   | 綾川町   | 羽床下       |                         |
| 国道377号 重複区間終点  | 綾歌郡   | 綾川町   | 羽床上       |                         |
| 香川県道185号造田滝宮線 | 綾歌郡   | 綾川町   | 北           |                         |
| 香川県道17号府中造田線  | 綾歌郡   | 綾川町   | 山田下       |                         |
| 香川県道13号三木綾川線  | 綾歌郡   | 綾川町   | 畑田         | 綾川町畑田交差点 / 終点 |

### 沿線
- 高松琴平電気鉄道 岡田駅
- 堤山